# Hlincová Hora
Hlincová Hora (dříve též Lincova nebo Nicova Hora, německy Pfaffendorf) je obec ležící v okrese České Budějovice, kraj Jihočeský, necelých 6 km východně od centra Českých Budějovic. Žije zde 489 obyvatel. Obec se skládá ze dvou základních sídelních jednotek – Hlincová Hora a Kodetka.

## Přírodní poměry a území

Koláž Hlincové Hory

Obec leží na Lišovském prahu, 600 m západně od jejího středu se zvedá kopec (570,5 m n. m.), který byl v minulosti nazýván Pfaffenberg (Kněžský vrch), na současných mapách je uváděn pod jménem Na novinách, bývá však nazýván též Hlincová hora. Nedaleko vrcholu stojí vysílač, v současné době probíhá ve vrcholové oblasti kopce výstavba rodinných domů v rámci lokality Kodetka. Katastrální území Hlincová Hora má rozlohu 3,36 km², rozprostírá se mezi Rudolfovským potokem na severu a Vráteckým potokem na jihu a sousedí s katastrálními územími: na severu Jivno, na západě Rudolfov, na jihu Dubičné a Kaliště u Českých Budějovic a na východě Zvíkov u Lišova. Více než třetinu území obce (124 ha) zabírají lesy, které jsou rozděleny do dvou rozsáhlejších komplexů: Kostelní, svažující se k Vráteckému potoku a Děkan, který porůstá svahy nad Čertíkem. Na území obce se nachází řada rybníků, z nichž největší jsou Mrhal (8 ha), Bendík (7 ha), Nový, Nosovský, Jarval, Punčocha, Bahnitý, Hluboký, celkem vodní plochy zabírají 24 ha. Na území obce zajíždí MHD z Českých Budějovic.

## Historie
Vesnice byla založena na přelomu 13. a 14. století na pozemcích budějovické fary – název Nícova (Mikulášova) zřejmě souvisí s budějovickým farním kostelem, stejně jako německý název Pfaffendorf (Kněžská ves). První písemná zmínka o vsi pochází z roku 1398.
V roce 1479 byla ves vypleněna zbojnickou výpravou lidí pana Racka z Kocova. V 16. století se zde dolovalo, tehdy byl založen rybník Mrhal, jehož voda poháněla důlní zařízení. Zdejší revír patřil pod Hlinsko, a zřejmě proto se název změnil na Hlincovu Horu. Změna názvu na Hlincovou Horu se poprvé v písemných materiálech objevila až v roce 1682, v Rudolfovské matrice se tento název objevuje poprvé dokonce až v roce 1877.

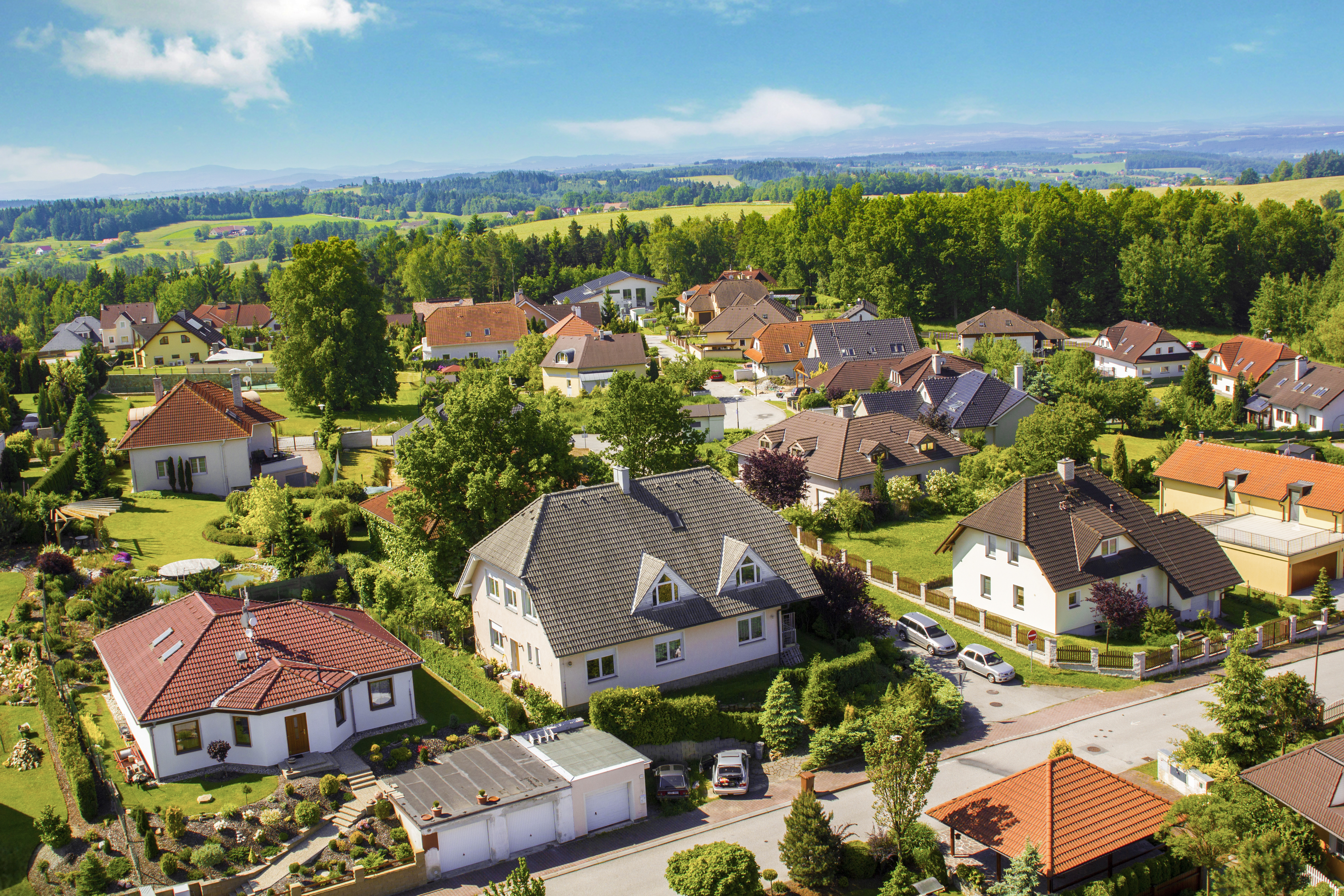
Kodetka, nová moderní část obce

Po vzniku obcí v roce 1850 patřila ves pod Dubičné, v roce 1892 se osamostatnila. V roce 1943 byla připojena k Rudolfovu, v letech 1945-75 byla samostatnou obcí a poté do roku 1990 opět pod Rudolfovem. Vesnice byla elektrizována až v roce 1946, roku 1952 vzniklo JZD. V místě bývalé Kodetovy zahrady vznikla na konci 20. století nová obytná čtvrť Kodetka.

## Politika

### Zastupitelstvo a starosta
Zastupitelstvo obce Hlincová Hora je sedmičlenné. Polarizace vztahů mezi starou částí obce a Kodetkou se ve volbách do obecního zastupitelstva poprvé projevila v roce 2002. Tehdy se kromě jednotlivých nezávislých kandidátů voleb zúčastnilo sedmičlenné Sdruž.nezáv.kand.- Kodetka, které získalo 5 mandátů a obsadilo i post starosty. V dalších volbách se zúčastnily osmičlenné SNK obce Hlincová Hora, dvoučlenné SNK "Závislí", a devítičlenné SNK "Kodetka" – SNK obce Hlincová Hora získalo čtyři mandáty a SNK "Kodetka" zbylé tři. V roce 2010 se voleb účastnilo pouze sedmičlenné SNK pro Hlincovou Horu, ve kterém společně kandidovali kandidáti SNK obce Hlincová Hora i ze SNK "Kodetka", kteří před čtyřmi roky byli soupeři. Situace se opakovala i při dalších volbách – na sedm míst v zastupitelstvu kandidovalo pouze sedm kandidátů SNK pro Hlincovou Horu. Ukončení této praxe přinesly volby 2018, kdy se proti SNK pro Hlincovou Horu postavilo opoziční sdružení HLINCOVKA SPOLU – SNK pro Hlincovou Horu uhájilo nejtěsnější většinu se 4 mandáty. Ve funkci starosty Hlincové Hory se od osamostatnění v roce 1990 postupně vystřídali Milan Bumba (1990–1993), Karel Sonnberger (1993–1998), Jaroslav Petrů (1998–2002), Ing. Jiří Jirka (2002–2006) a od roku 2006 až do března 2020 Ing. Karel Fousek. Od března 2020 je starostou obce RNDr Josef Petrášek.

### Vlajka a znak
Znak a vlajka byly obci uděleny rozhodnutím předsedy Poslanecké sněmovny PČR ze dne 9. října 2007. Autorem návrhu obecního znaku byl Jan Tejkal. Oficiální popis znaku je následující: „Ve stříbrném štítě zelená hora, z níž vyrůstají tři zelené smrky s černými kmeny. V hoře vyrůstající stříbrná berla.“ Znak tak zobrazuje hlavní místní symboly: hora je v názvu obce, v minulosti byla zalesněna a berla odkazuje na dřívějšího vlastníka obce – budějovickou faru. Vlajka vychází ze znaku a její popis je: „List tvoří tři svislé pruhy, bílý, zelený a bílý, v poměru 1 : 2 : 1. V zeleném pruhu vyrůstá z dolního okraje listu bílá berla závitem k žerdi“.

## Obyvatelstvo

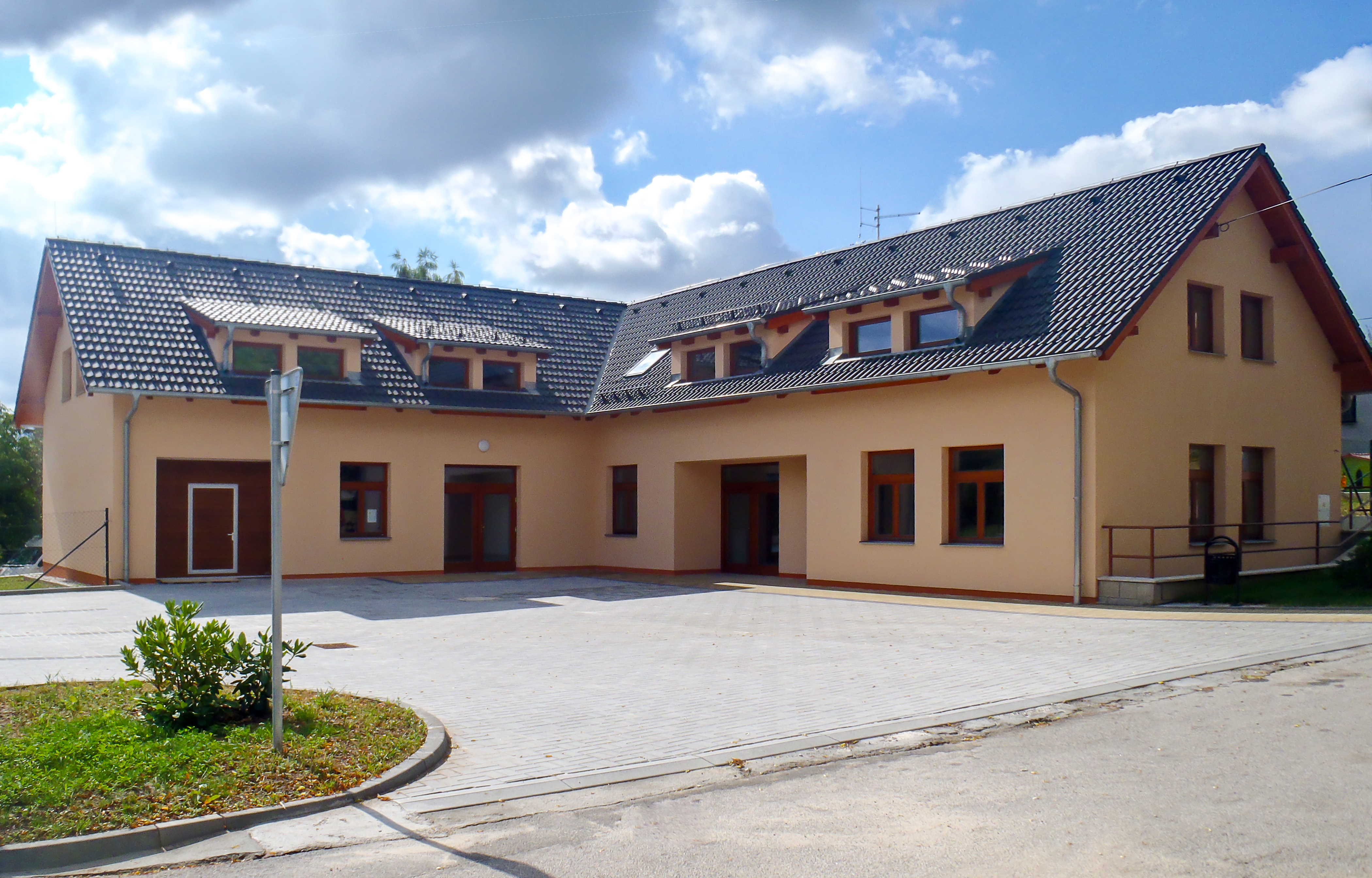
Mateřská školka a obecní úřad

V obci Hlincová Hora k 1. lednu 2019 žilo 429 obyvatel, což je více než čtyřnásobek oproti stavu k 1. lednu 1998 (96 obyvatel). Důvodem tohoto značného nárůstu počtu obyvatel je vybudování lokality nové výstavby zvané Kodetka, která se nachází západně od staré zástavby vesnice Hlincová Hora. Lokalita Kodetka začala vznikat od roku 1997, kdy developerská společnost KODETKA a. s. (součást skupiny SHL a Partners) zahájila prodej pozemků pro individuální výstavbu. V první etapě zde bylo vybudováno přibližně 70 rodinných domů, od roku 2010 postupně probíhá výstavba domů ve druhé etapě a v roce 2019 byla zahájena i výstavba ve třetí etapě. K nejrychlejšímu růstu počtu obyvatel zatím došlo v období od 1. ledna 2000 až 1. ledna 2002, kdy počet obyvatel obce vzrostl ze 124 na 237.

## Památky

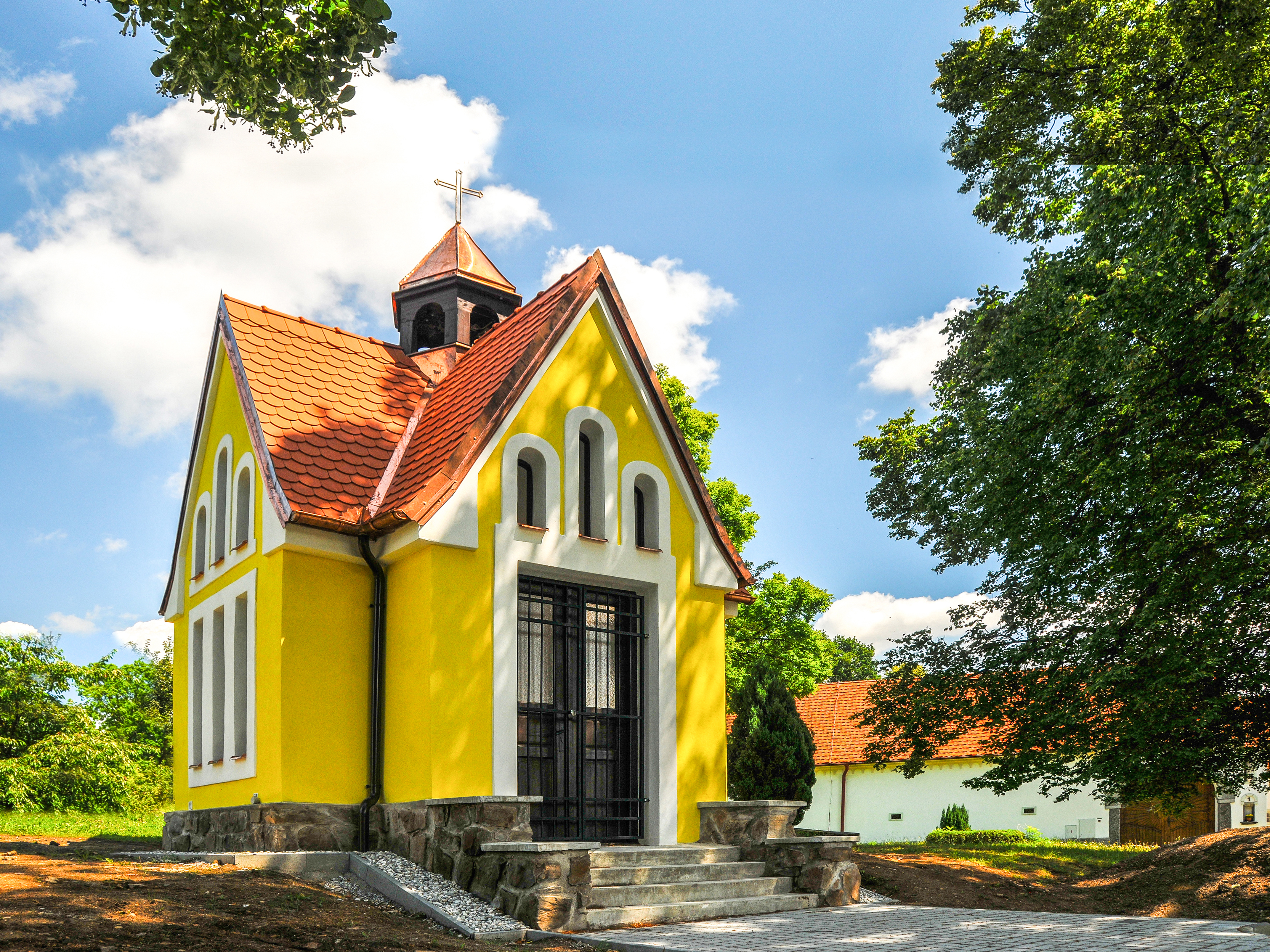
Návesní kaple sv. Jana Nepomuckého

- Návesní kaple sv. Jana Nepomuckého
- Pomník sovětského vojáka
- Na území obce leží zámeček Lustenek.

## Osobnosti
- Vojtěch Krž (1861–1924), politik, zakladatel české školy v Rudolfově, zasloužil se o elektrifikaci kraje
- Bedřich Böhnel, spisovatel, který zde pobýval